# Figari
Pour les articles homonymes, voir Figari (homonymie).
Figari est une commune française située dans la circonscription départementale de la Corse-du-Sud et le territoire de la collectivité de Corse. Elle appartient à l'ancienne piève de Freto dont elle était le chef-lieu.

## Géographie
Les communes limitrophes sont Bonifacio, Levie, Pianottoli-Caldarello et Sotta.
La commune de Figari se situe dans le Freto à environ 15 km au nord de Bonifacio en direction d'Ajaccio. Elle est limitrophe de Bonifacio au sud, de Pianottoli-Caldarello à l'ouest, de Levie au nord et de Sotta à l'est. La montagne de Cagna est toute proche de Figari.
Constituée de nombreux hameaux pastoraux éparpillés dans la plaine de Freto au pied de la Cagna, la commune s'articule autour du village chef-lieu de Tivarello, traversé par la D859, où se situent la mairie et l'église paroissiale. Les autres villages qui, avec leurs nombreux hameaux, constituent la commune de Figari sont Poggiale, Ogliastrello, Tarrabucceta et Talza.

### Golfe
Le golfe de Figari est prolongé par une ria orientée NE-SW. Cette vallée « s’étend sur près de 30 km au total et sa largeur atteint 6 à 7 km en amont ».

### Climat
Figari possède un climat méditerranéen (classification de Köppen Csa). La température moyenne annuelle est de 16,3 °C.
Le 23 octobre 2022, la Corse a enregistré un record mensuel de chaleur à Figari avec 32,5 °C, battant celui de 1979.

## Urbanisme

### Typologie
Au 1er janvier 2024, Figari est catégorisée commune rurale à habitat dispersé, selon la nouvelle grille communale de densité à sept niveaux définie par l'Insee en 2022.
Elle est située hors unité urbaine. Par ailleurs la commune fait partie de l'aire d'attraction de Porto-Vecchio, dont elle est une commune de la couronne,. Cette aire, qui regroupe 10 communes, est catégorisée dans les aires de moins de 50 000 habitants,.
La commune, bordée par la mer Méditerranée, est également une commune littorale au sens de la loi du 3 janvier 1986, dite loi littoral. Des dispositions spécifiques d’urbanisme s’y appliquent dès lors afin de préserver les espaces naturels, les sites, les paysages et l’équilibre écologique du littoral, tel le principe d'inconstructibilité, en dehors des espaces urbanisés, sur la bande littorale des 100 mètres, ou plus si le plan local d’urbanisme le prévoit.

### Occupation des sols
L'occupation des sols de la commune, telle qu'elle ressort de la base de données européenne d’occupation biophysique des sols Corine Land Cover (CLC), est marquée par l'importance des forêts et milieux semi-naturels (78 % en 2018), une proportion identique à celle de 1990 (78,3 %). La répartition détaillée en 2018 est la suivante : 
milieux à végétation arbustive et/ou herbacée (63,6 %), zones agricoles hétérogènes (14,6 %), forêts (9,3 %), espaces ouverts, sans ou avec peu de végétation (5,1 %), prairies (3 %), cultures permanentes (2,6 %), zones industrielles ou commerciales et réseaux de communication (0,9 %), eaux continentales (0,6 %), zones urbanisées (0,3 %), mines, décharges et chantiers (0,1 %), eaux maritimes (0,1 %). L'évolution de l’occupation des sols de la commune et de ses infrastructures peut être observée sur les différentes représentations cartographiques du territoire : la carte de Cassini (XVIIIe siècle), la carte d'état-major (1820-1866) et les cartes ou photos aériennes de l'IGN pour la période actuelle (1950 à aujourd'hui).

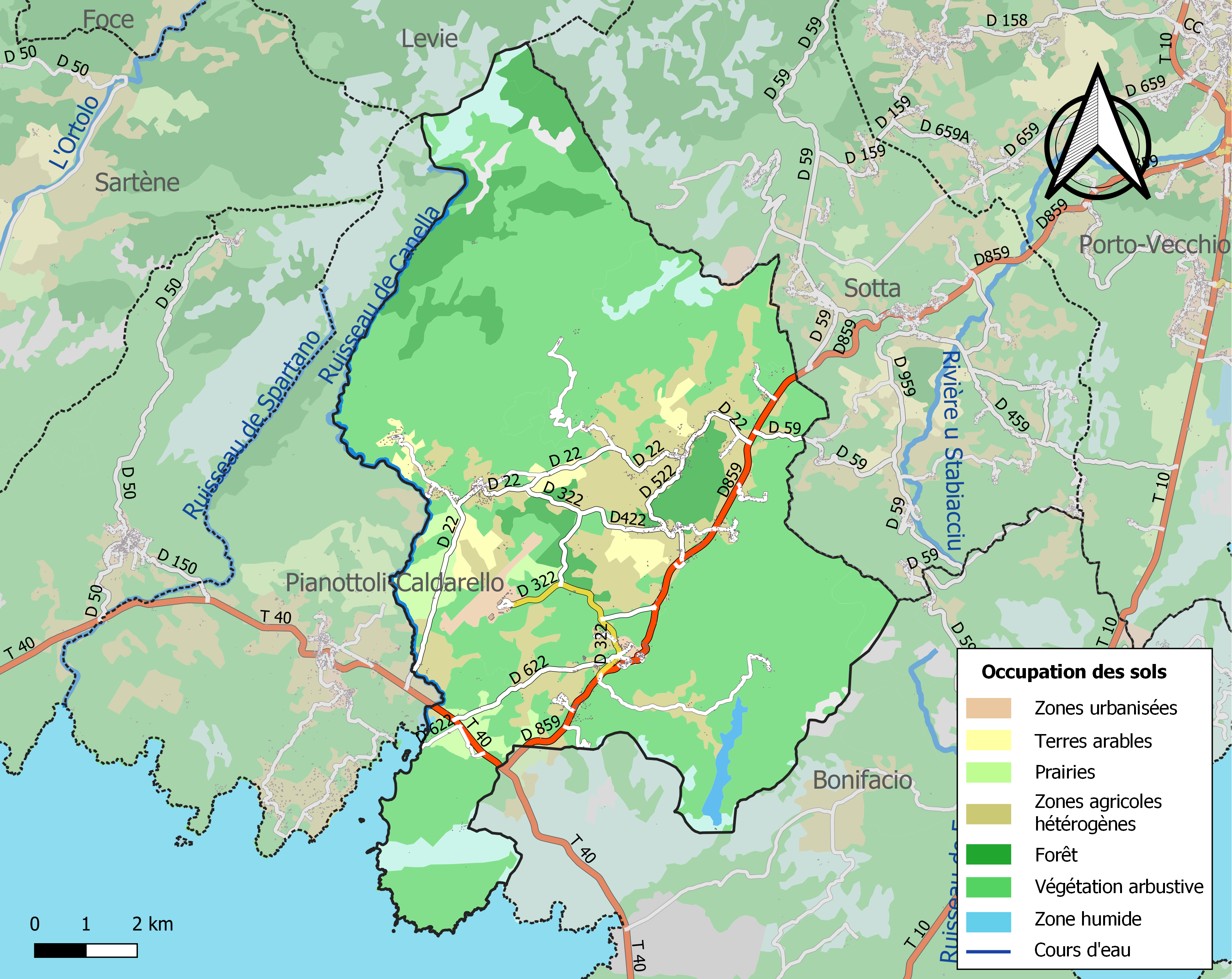
Carte des infrastructures et de l'occupation des sols de la commune en 2018 (CLC).

## Politique et administration

### Liste des maires
| Période                                  | Période  | Identité                  | Étiquette                | Qualité  |
| ---------------------------------------- | -------- | ------------------------- | ------------------------ | -------- |
| 1791                                     | 1816     | Jean-Baptiste SIMONI      |                          | Maire    |
| 1816                                     | 1831     | Annibal PERETTI           |                          | Maire    |
| 1831                                     | 1837     | Jean-Baptiste SIMONI      |                          | Maire    |
| 1837                                     | 1839     | Joseph GIUSEPPI           |                          | Maire    |
| 1840                                     | 1842     | Antoine-Paul FRANCISCI    |                          | Maire    |
| 1842                                     | 1843     | Jean-Baptiste BARTOLI     |                          | Maire    |
| 1843                                     | 1847     | Francischinu FINIDORI     |                          | Maire    |
| 1847                                     | 1849     | Antoine BARTOLI           |                          | Maire    |
| 1850                                     | 1852     | Francischinu FINIDORI     |                          | Maire    |
| 1852                                     | 1870     | Joseph Marie SIMONI       |                          | Maire    |
| 1870                                     | 1878     | Antoine BARTOLI           |                          | Maire    |
| 1878                                     | 1879     | Paul Marie FINIDORI       |                          | Maire    |
| 1880                                     | 1880     | Antoine Sauveur SIMONI    |                          | Maire    |
| 1881                                     | 1884     | Jean-Toussaint GIUSEPPI   |                          | Maire    |
| 1884                                     | 1886     | Paul SIMONI               |                          | Maire    |
| 1887                                     | 1889     | Mathieu Ferracci          |                          | Maire    |
| 1889                                     | 1896     | Paul Noel FINIDORI        |                          | Maire    |
| 1897                                     | 1900     | Thomas BARTOLI            |                          | Maire    |
| 1901                                     | 1903     | Roland SIMONI             |                          | Maire    |
| 1904                                     | 1908     | Ernest SIMONI             |                          | Maire    |
| 1909                                     | 1919     | Xavier GIUSEPPI           |                          | Maire    |
| 1919                                     | 1919     | Jean Simon CANARELLI      |                          | Maire    |
| 1920                                     | 1927     | Jean-Paul CURALUCCI       |                          | Maire    |
| 1927                                     | 1939     | Xavier GIUSEPPI           |                          | Maire    |
| 1940                                     | 1943     | Thadée Thomas GIUSEPPI    |                          | Maire    |
| 1943                                     | 1945     | Jean POMPA                |                          | Maire    |
| 1946                                     | 1965     | Paul CANARELLI            |                          | Maire    |
| 1966                                     | 1988     | Antoine Quilicus FINIDORI |                          | Maire    |
| 1988                                     | 1989     | Leonard GIUSEPPI          |                          | Maire    |
| 1989                                     | 2001     | Jean-Toussaint CANARELLI  |                          | Maire    |
| 2001                                     | 2008     | Roger SIMONI              | SE                       | Maire    |
| 2008                                     | 2014     | Roger SIMONI              | DVD                      | Maire    |
| 2014                                     | 2020     | Claude POMPA              | SE                       | Retraité |
| 2020                                     | En cours | Jean-Toussaint GIUSEPPI   | Nationaliste autonomiste | Maire    |
| Les données manquantes sont à compléter. |          |                           |                          |          |

## Démographie
L'évolution du nombre d'habitants est connue à travers les recensements de la population effectués dans la commune depuis 1800. Pour les communes de moins de 10 000 habitants, une enquête de recensement portant sur toute la population est réalisée tous les cinq ans, les populations de référence des années intermédiaires étant quant à elles estimées par interpolation ou extrapolation. Pour la commune, le premier recensement exhaustif entrant dans le cadre du nouveau dispositif a été réalisé en 2006.

En 2022, la commune comptait 1 742 habitants, en évolution de +21,14 % par rapport à 2016 (Corse-du-Sud : +7,61 %, France hors Mayotte : +2,11 %).
| 1800 | 1806 | 1821 | 1831 | 1836 | 1841 | 1846 | 1851 | 1856 |
| ---- | ---- | ---- | ---- | ---- | ---- | ---- | ---- | ---- |
| 753  | 558  | 587  | 589  | 540  | 550  | 581  | 630  | 748  |

| 1861 | 1866 | 1872 | 1876 | 1881 | 1886  | 1891  | 1896  | 1901  |
| ---- | ---- | ---- | ---- | ---- | ----- | ----- | ----- | ----- |
| 720  | 736  | 728  | 854  | 896  | 1 011 | 1 173 | 1 245 | 1 338 |

| 1906  | 1911  | 1921  | 1926  | 1931  | 1936  | 1946 | 1954  | 1962 |
| ----- | ----- | ----- | ----- | ----- | ----- | ---- | ----- | ---- |
| 1 305 | 1 610 | 1 511 | 1 577 | 1 684 | 1 690 | 838  | 1 264 | 690  |

| 1968 | 1975 | 1982  | 1990 | 1999  | 2006  | 2011  | 2016  | 2021  |
| ---- | ---- | ----- | ---- | ----- | ----- | ----- | ----- | ----- |
| 701  | 834  | 1 022 | 914  | 1 005 | 1 117 | 1 336 | 1 438 | 1 651 |

| 2022  | - | - | - | - | - | - | - | - |
| ----- | - | - | - | - | - | - | - | - |
| 1 742 | - | - | - | - | - | - | - | - |

## Économie
Sur le territoire de la commune se trouve l'aéroport de Figari depuis 1975. Il est géré par la chambre de commerce et d'industrie d'Ajaccio et de la Corse-du-Sud. Il dessert notamment les villes de Porto-Vecchio et de Bonifacio.
Le village vivait également de la culture du chêne-liège.Aujourd’hui la viticulture est devenue plus importante…

## Culture locale et patrimoine

### Lieux et monuments

#### Édifices religieux
Au bout du hameau de Montilati se trouve une chapelle romane dédiée à San Quilico. Elle a été édifiée au XIIe siècle lors de l'occupation pisane. Elle est couverte d'un toit de teghje (lauzes).
- Église Saint-Antoine de Tarabuceta.
- Église Saint-Jean-Baptiste de Poghjala.
- Église Saint-Joseph d'Uddastreddu.
- Église de la Sainte-Immaculée-Conception de Figari.
- Chapelle San Quilico de Montilati.
- Chapelle Saint-Jean-Baptiste de Pruno.
- Chapelle Sainte-Barbe de Prunu. (Voir photo)
- Les ruines d'une ancienne maison forte à la Testa
- Chapelle de Sant'Andria